# علي بدوي
علي بدوي (مواليد 1 يناير 2001) هو بحّار مصري، مثّل بلاده في الألعاب الأولمبية الصيفية 2020.

## المشاركة الأولمبية
| الدورة     | البلد     | الحدث      | السباق | السباق | السباق | السباق | السباق | السباق | السباق | السباق | السباق | السباق | السباق | النقاط | الترتيب النهائي |
| الدورة     | البلد     | الحدث      | 1      | 2      | 3      | 4      | 5      | 6      | 7      | 8      | 9      | 10     | م      | النقاط | الترتيب النهائي |
| ---------- | --------- | ---------- | ------ | ------ | ------ | ------ | ------ | ------ | ------ | ------ | ------ | ------ | ------ | ------ | --------------- |
| طوكيو 2020 | مصر (EGY) | زورق ليزر ‏ | 32     | 33     | 31     | 34     | 33     | 30     | 31     | 33     | 33     | 27     | إ      | 283    | 34              |

## روابط خارجية
علي بدوي على موقع الاتحاد الدولي للملاحة الشراعية (موقع جديد) (الإنجليزية)
- علي بدوي على موقع الاتحاد الدولي للملاحة الشراعية (موقع قديم) (الإنجليزية)
- علي بدوي على موقع اللجنة الأولمبية الدولية (الإنجليزية)
- علي بدوي على موقع أوليمبيديا (الإنجليزية)